# Lagoa da Confusão
Lagoa da Confusão este un oraș în Tocantins (TO), Brazilia.